# Agenor Maria Gołuchowski
El Conde Agenor Maria Adam Gołuchowski (25 de marzo de 1849 - 28 de marzo de 1921) fue un estadista polaco que heredó gran parte de la riqueza de su padre. Entre 1895 y 1906 sirvió como Ministro de Asuntos Exteriores de Austria-Hungría. Fue responsable del periodo de détente en las relaciones austriacas con el Imperio ruso, dañadas debido a la lucha entre ambas por el control del Bósforo. A partir de 1907 encabezó el Grupo polaco en la Cámara de los Señores, la cámara alta del parlamento austriaco.

## Primeros años
Era hijo del Conde Agenor Gołuchowski, quien descendía de una antigua y noble familia polaca, y fue gobernador de Galitzia. Su hermano, Adam Gołuchowski, también fue miembro del parlamento y Mariscal de Galitzia.
Ingresando en el servicio diplomático, el hijo fue en 1872 elegido agregado de la embajada austriaca en Berlín, donde se convirtió en secretario de la legación, y de ahí fue transferido a París. Después de alcanzar el rango de consejero de legación, fue hecho ministro en 1887 en Bucarest, donde permaneció hasta 1893.

## Carrera

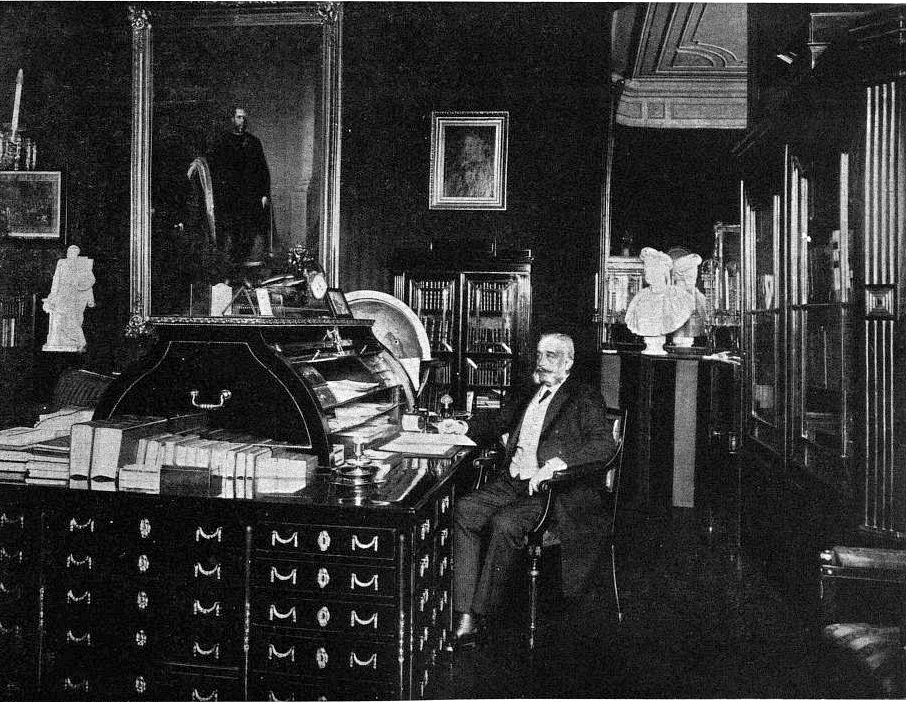
Gołuchowski en su oficina, 1901.

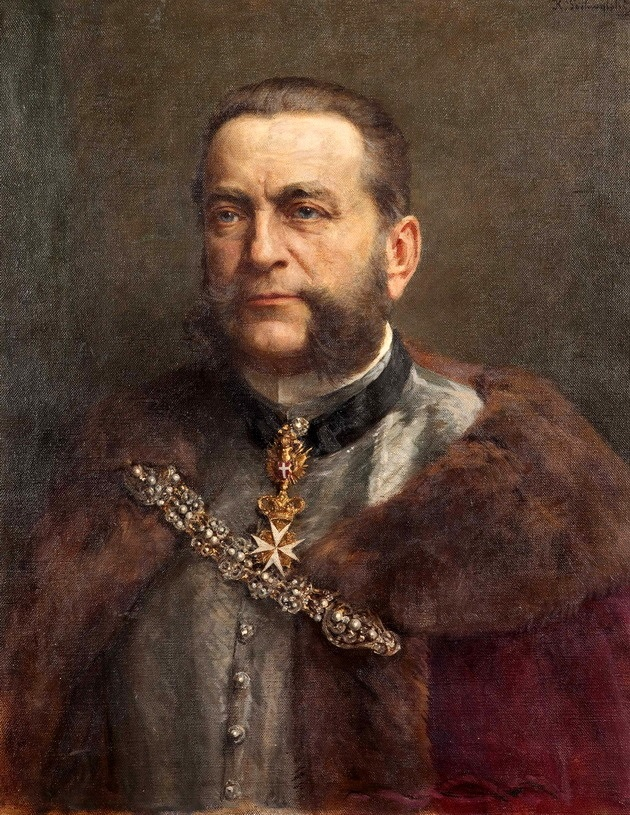
Retratro de Gołuchowski, por Kazimierz Pochwalski.

En estos puestos adquirió una gran reputación como diplomático firme y diestro, y al retirarse el Conde Kálnoky en mayo de 1895 fue elegido para sucederlo como ministro de exteriores austrohúngaro. La elección de un polaco causó cierta sorpresa en vista de la importancia de las relaciones austriacas con Rusia (entonces bastante tensas) y Alemania, pero la elección fue justificada por los hechos. En su discurso de ese año a las delegaciones declaró el mantenimiento de la Triple Alianza, y en particular la intimidad más cercana con Alemania, por ser la piedra angular de la política austriaca; al mismo tiempo se centró en la tradicional amistad entre Austria y Gran Bretaña y expresó su deseo de un buen entendimiento con todas las potencias. En cumplimiento de esta política logró un entendimiento con Rusia, por el cual ninguna potencia podría ejercer cualquier influencia por separado en las península Balcánica, y así evitar toda fricción a largo plazo.
Este entendimiento fue formalmente ratificado durante una visita a San Petersburgo, en la que acompañó al emperador en abril de 1897. Tomó la iniciativa en la formación del concierto europeo durante las masacres armenias de 1896, y de nuevo resistió la acción aislada de parte de cualquier potencia durante los disturbios de Creta y la guerra greco-turca. En noviembre de 1897, cuando la bandera austrohúngara fue insultada en Mersin, amenazó con bombardear la ciudad si no había una reparación instantánea, y su firme actitud hizo crecer enormemente el prestigio de Austria en Oriente. En su discurso a las delegaciones de 1898 habló de la necesidad de expandir la marina mercante austriaca, y elevar la flota hasta tener una fuerza, sin competir con la flota de las grandes potencias navales, que aseguraría el respecto por la bandera austriaca dondequiera que sus intereses necesitaran protección. También insinuó la necesidad de la una combinación europea para resistir la competencia americana.
El entendimiento con Rusia en materia de los estados balcánicos temporalmente puso en peligro las relaciones amistosas con Italia, que pensó que sus intereses estaban amenazados, hasta que Gołuchowski garantizó en 1898 el orden existente. Además alentó el buen entendimiento con Italia con conferencias personales con el ministro de exteriores italiano, Tommaso Tittoni, en 1904 y 1905.
El Conde Lamsdorff visitó Viena en diciembre de 1902, cuando se hicieron acuerdos para una acción concertada para imponer reformas al sultán en el gobierno de Macedonia. Se hicieron más pasos (los acuerdos de Mürzsteg) después de la entrevista de Gołuchowski con el zar en Mürzsteg en 1903, y dos agentes civiles en representación de los países fueron elegidos durante dos años para asegurar la ejecución de las reformas prometidas. Este periodo fue ampliado en 1905, cuando Gołuchowski fue el principal impulsor de forzar a la Puerta, mediante una demostración naval en Mitilene, para aceptar el control financiero por las potencias en Macedonia. En la Conferencia de Algeciras reunida para resolver la Primera Crisis Marroquí, Austria apoyó la posición alemana, y después de la clausura de las conferencias el emperador Guillermo II de Alemania telegrafió a Gołuchowski: "Has demostrado ser un brillante segundo en el duelo sobre el terreno y puedes sentirte certero de tener servicios similares de mi parte en similares circunstancias". Esta promesa fue redimida en 1908, cuando el apoyo de Alemania a Austria en la crisis de los Balcanes demostró ser concluyente.
Sin embargo, los húngaros odiaban a Gołuchowski; era sospechoso de haber inspirado la oposición del emperador al uso del húngaro en el ejército húngaro, y fue hecho responsable del desaire a la delegación magiar por Francisco José I de Austria en septiembre de 1905. Mientras estuvo en el cargo no hubo esperanza de alcanzar un acuerdo en un asunto que amenazaba en romper la Monarquía Dual, y el 11 de octubre de 1906 fue obligado a dimitir.
Desde 1895, también era miembro conservador del Herrenhaus (Cámara de los Señores) del Parlamento Imperial en Viena, y desde 1907 fue jefe del influyente "Bloque Polonia", el grupo de miembros polacos.
Una vez la Polonia del Congreso había sido conquistada en la Primera Guerra Mundial, apoyó la "solución austríaca', que era unir la Polonia del Congreso a Austria, marinando la monarquía 'dual' (Austria y Hungría), opuesta a la solución 'tripartita' de unir la Polonia del Congreso a la Galicia austriaca como tercera parte constituyente de una Triple Monarquía (Austria, Hungría y Polonia).

## Vida personal
Gołuchowski contrajo matrimonio con la Princesa Anna Napoléona Karolina Alexandrine Murat (1863-1940), una hija de Joaquín, 4º Príncipe Murat y de Malcy Louise Caroline Berthier de Wagram, y una hermana de Joaquín, 5º Príncipe Murat. La Princesa Anna era una nieta de Lucien, 3º Príncipe Murat, él mismo el segundo hijo del General Joaquín Murat, quien se casó con la hermana de Napoleón, Carolina Bonaparte, y fue hecho rey de Nápoles. Eran los padres de:
- Agenor Maria Gołuchowski (1886-1956), quien se casó con la Condesa Matylda Baworów-Bawarowska, una hija del Conde Rudolf Bawarów-Bawarowski.[7]
- Wojciech Maria Agenor Gołuchowski (1888-1960), quien se casó con la Condesa Sophie Marie Czesława Baworów-Baworowska, una hija del Conde Michael Viktor Anton Baworów-Baworowska.[8][9]
- Karol Gołuchowski

Murió en Lwów el 29 de marzo de 1921.